# Aloe greatheadii
Aloe greatheadii är en grästrädsväxtart som beskrevs av Selmar Schönland. Aloe greatheadii ingår i släktet Aloe och familjen grästrädsväxter.

## Underarter
Arten delas in i följande underarter:
- A. g. davyana
- A. g. greatheadii

## Bildgalleri

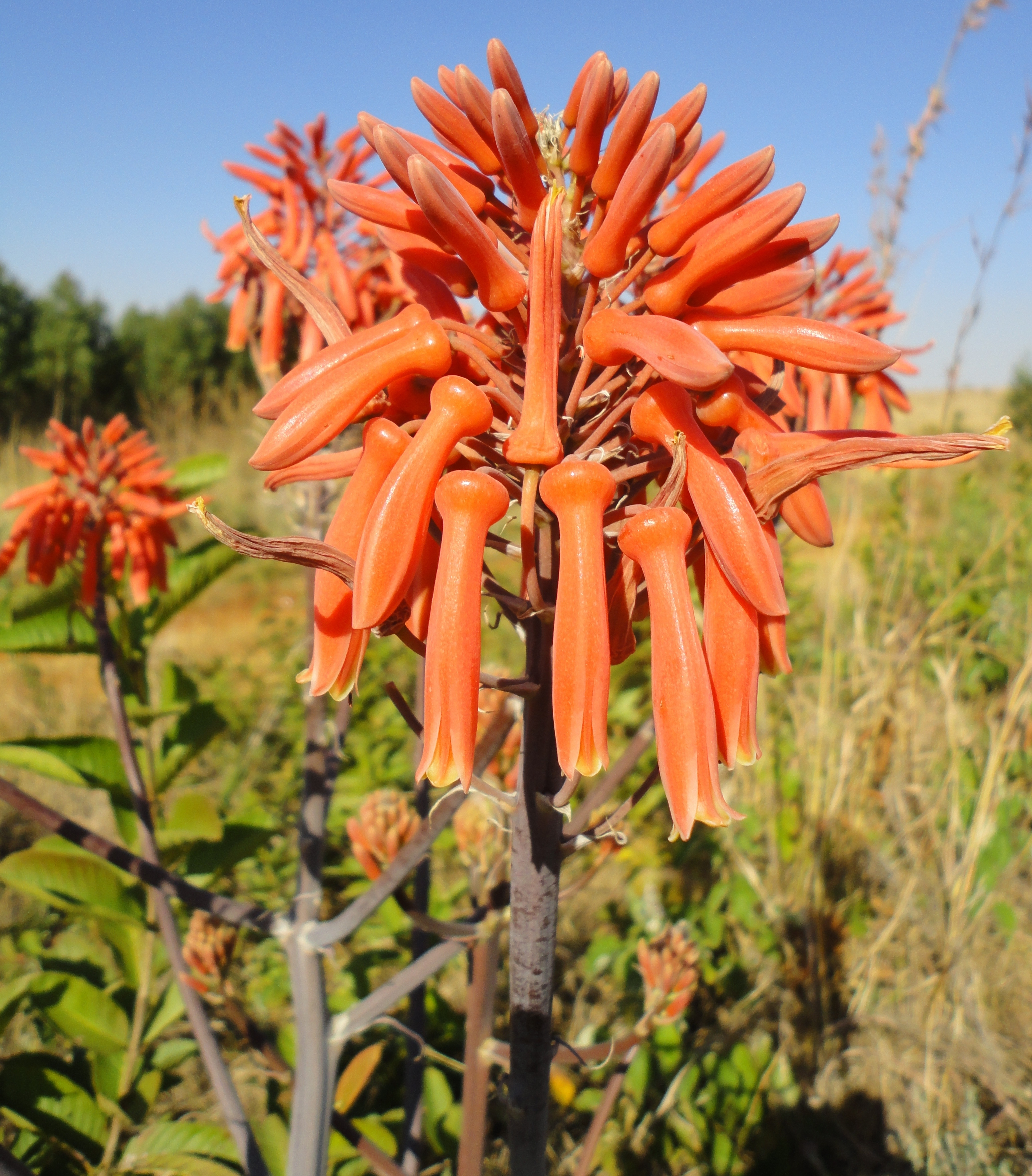
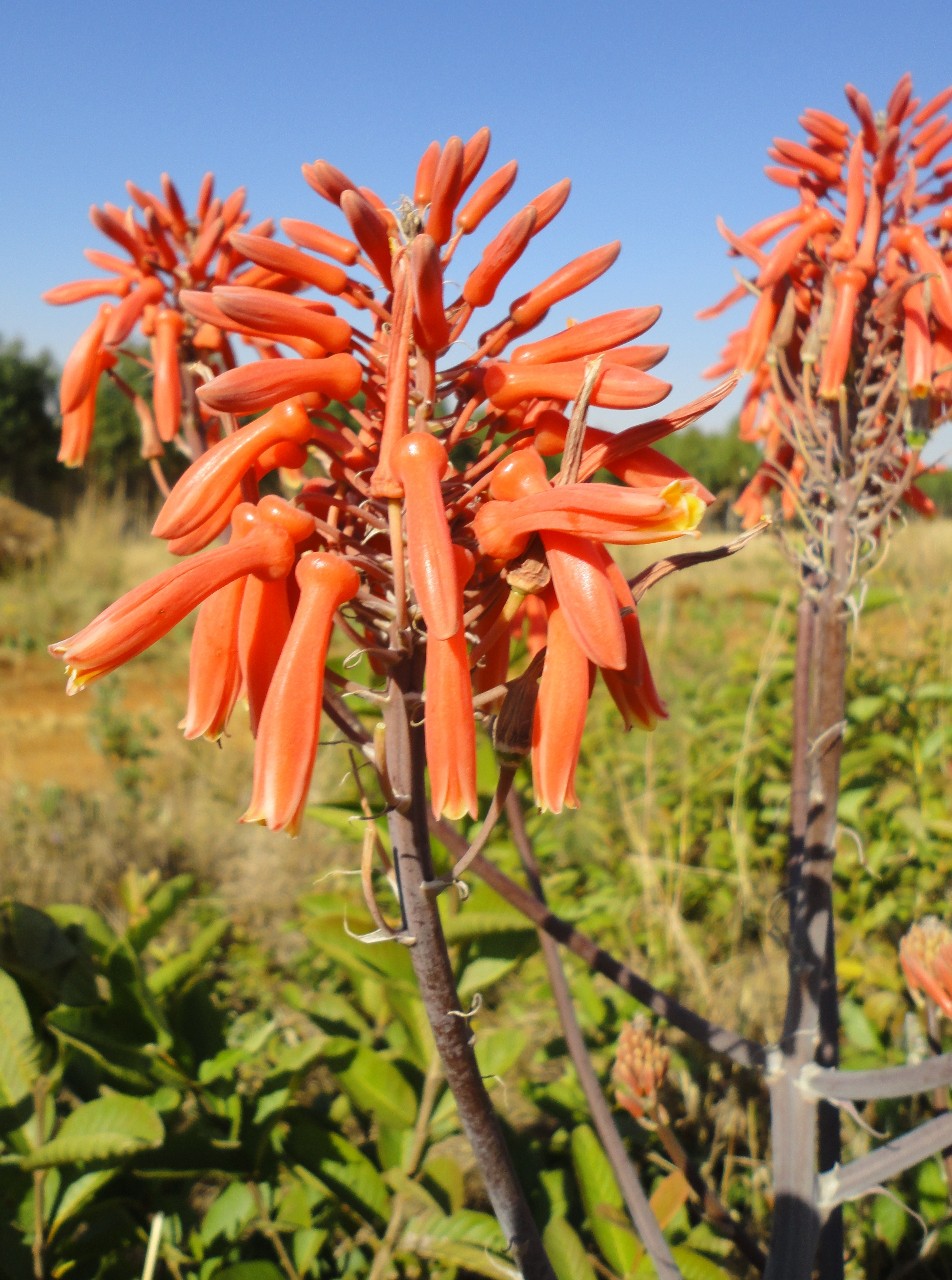
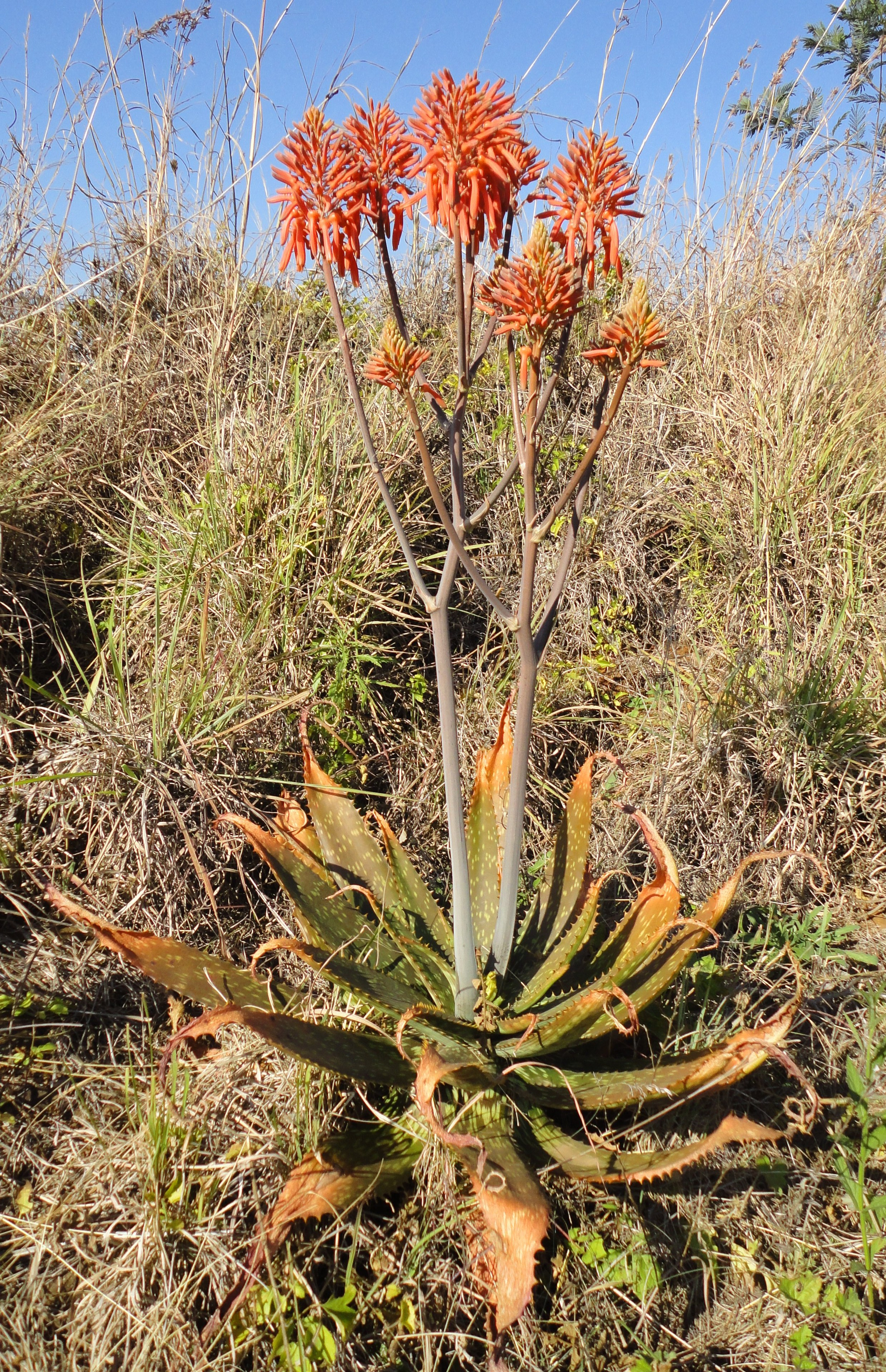
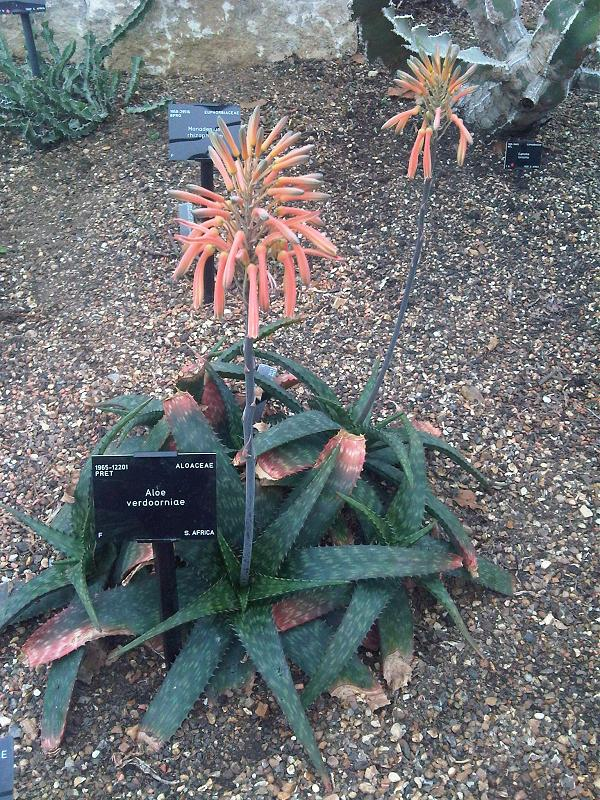